# 최형민
최형민(1990년 4월 15일 ~ )은 대한민국 금산군청 소속 사이클선수이다. 2010 제16회 광저우 아시안 게임 남자사이클 국가대표로 4km 도로독주 금메달리스트이다.